# Sigurd Rosted
Sigurd Rosted (Oslo, 22 luglio 1994) è un calciatore norvegese, difensore del Toronto FC.

## Caratteristiche tecniche
Trova la sua collocazione ideale come difensore centrale, nel corso della sua carriera è stato impiegato sia in una linea a 4 che in una difesa a 3 da terzo.

## Carriera

### Club

#### Kjelsås
Rosted ha cominciato la propria carriera con la maglia del Kjelsås, compagine militante in 2. divisjon. Ha debuttato in squadra il 20 aprile 2012, schierato titolare nella vittoria per 3-1 sul Molde 2. Il 13 agosto ha trovato la prima rete, nella vittoria per 4-2 sul Rosenborg 2. Rosted è rimasto in prima squadra per un triennio, nel quale ha totalizzato 75 presenze e 9 reti tra campionato e coppa.

#### Sarpsborg 08
Il 27 gennaio 2015, il Sarpsborg 08 ha ufficializzato l'ingaggio di Rosted, che si è legato al nuovo club con un contratto triennale. Ha esordito in Eliteserien in data 27 settembre, subentrando a Simen Brenne nel pareggio per 1-1 maturato sul campo dell'Odd. È stata l'unica partita disputata da Rosted in stagione.
Il 16 giugno 2016 ha rinnovato il contratto con il Sarpsborg 08 fino al 31 dicembre 2019. Il 9 luglio successivo ha trovato la prima rete nella massima divisione locale, siglando un gol nella sconfitta per 5-2 arrivata in casa del Rosenborg. Nella sua seconda stagione in squadra, ha totalizzato 25 presenze e 2 reti tra campionato e coppa.

#### Gent
L'8 gennaio 2018, i belgi del Gent hanno reso noto l'ingaggio di Rosted, che si è legato al nuovo club con un contratto valido fino al 30 giugno 2021. Ha esordito nella Pro League il 24 gennaio, sostituendo Nana Asare nel pareggio per 1-1 arrivato sul campo dell'Anversa. Nel corso della stagione 2018/2019 realizza 5 goal in 25 presenze di Jupiler Pro League.
Brondby
Il 27 agosto 2019 viene acquistato dal Brondby per 750 mila euro.  Il 7 giugno 2020 segna il suo primo goal nella sconfitta in trasferta contro l'Ac Horsens per 3-2. Il 13 settembre 2020, con un colpo di testa, realizza il goal vittoria contro il Norsjaelland, nella gara vinta per 3-2 in Superligaen. Al termine della stagione trionfa in campionato dopo aver totalizzato 16 presenze, seguite da 3 goal e 1 assist.
Toronto
Il 31 gennaio 2023 firma con il Toronto, un contratto valido fino al 31 dicembre 2025. Il 2 marzo 2025 segna il suo primo goal nella trasferta persa contro l'Orlando, sul risultato di 4-2.

### Nazionale
Il 31 maggio 2016, Rosted è stato convocato per la prima volta dal commissario tecnico della Norvegia under 21 Leif Gunnar Smerud in vista della partita amichevole da disputarsi il successivo 6 giugno contro la Bulgaria, in sostituzione dell'infortunato Anders Trondsen. Rosted ha debuttato proprio in quella occasione, subentrando a Bjørn Inge Utvik nel successo esterno degli scandinavi per 0-2. Convocato anche per i play-off da disputarsi contro la Serbia, per determinare quale squadra fosse qualificata per il campionato europeo 2017, è stato schierato titolare in occasione della sfida d'andata dell'11 novembre, che la Norvegia ha perso a Belgrado col punteggio di 2-0.
L'11 giugno 2017 ha ricevuto la prima convocazione in Nazionale maggiore, selezionato dal commissario tecnico Lars Lagerbäck in sostituzione di Tore Reginiussen, in vista della sfida amichevole contro la Svezia del successivo 13 giugno. Ha esordito però il 26 marzo 2018, subentrando ad Håvard Nordtveit e segnando la rete che ha sancito il successo per 0-1 nella sfida amichevole contro l'Albania, ad Elbasan.

## Statistiche

### Presenze e reti nei club
Statistiche aggiornate al 4 maggio 2025.
| Stagione            | Club                | Campionato          | Campionato | Campionato | Coppe nazionali | Coppe nazionali | Coppe nazionali | Coppe continentali | Coppe continentali | Coppe continentali | Supercoppe | Supercoppe | Supercoppe | Totale | Totale |
| Stagione            | Club                | Comp                | Pres       | Reti       | Comp            | Pres            | Reti            | Comp               | Pres               | Reti               | Comp       | Pres       | Reti       | Pres   | Reti   |
| ------------------- | ------------------- | ------------------- | ---------- | ---------- | --------------- | --------------- | --------------- | ------------------ | ------------------ | ------------------ | ---------- | ---------- | ---------- | ------ | ------ |
| 2012                | Kjelsås             | 2D                  | 21         | 2          | CN              | 2               | 0               | -                  | -                  | -                  | -          | -          | -          | 23     | 2      |
| 2013                | Kjelsås             | 2D                  | 26         | 2          | CN              | 1               | 0               | -                  | -                  | -                  | -          | -          | -          | 27     | 2      |
| 2014                | Kjelsås             | 2D                  | 24         | 5          | CN              | 1               | 0               | -                  | -                  | -                  | -          | -          | -          | 25     | 5      |
| Totale Kjelsås      | Totale Kjelsås      | Totale Kjelsås      | 71         | 9          |                 | 4               | 0               |                    | -                  | -                  |            | -          | -          | 75     | 9      |
| 2015                | Sarpsborg 08        | ES                  | 1          | 0          | CN              | 0               | 0               | -                  | -                  | -                  | -          | -          | -          | 1      | 0      |
| 2016                | Sarpsborg 08        | ES                  | 23         | 2          | CN              | 2               | 0               | -                  | -                  | -                  | -          | -          | -          | 25     | 2      |
| 2017                | Sarpsborg 08        | ES                  | 27         | 4          | CN              | 6               | 0               | -                  | -                  | -                  | -          | -          | -          | 33     | 4      |
| Totale Sarpsborg 08 | Totale Sarpsborg 08 | Totale Sarpsborg 08 | 51         | 6          |                 | 8               | 0               |                    | -                  | -                  |            | -          | -          | 59     | 6      |
| gen.-giu. 2018      | Gent                | PL                  | 3          | 0          | CB              | 0               | 0               | UEL                | -                  | -                  | -          | -          | -          | 3      | 0      |
| Totale carriera     | Totale carriera     | Totale carriera     | 125        | 15         |                 | 12              | 0               |                    | -                  | -                  |            | -          | -          | 137    | 15     |

### Cronologia presenze e reti in nazionale
| Cronologia completa delle presenze e delle reti in nazionale ― Norvegia | Cronologia completa delle presenze e delle reti in nazionale ― Norvegia | Cronologia completa delle presenze e delle reti in nazionale ― Norvegia | Cronologia completa delle presenze e delle reti in nazionale ― Norvegia | Cronologia completa delle presenze e delle reti in nazionale ― Norvegia | Cronologia completa delle presenze e delle reti in nazionale ― Norvegia | Cronologia completa delle presenze e delle reti in nazionale ― Norvegia | Cronologia completa delle presenze e delle reti in nazionale ― Norvegia |
| Data                                                                    | Città                                                                   | In casa                                                                 | Risultato                                                               | Ospiti                                                                  | Competizione                                                            | Reti                                                                    | Note                                                                    |
| ----------------------------------------------------------------------- | ----------------------------------------------------------------------- | ----------------------------------------------------------------------- | ----------------------------------------------------------------------- | ----------------------------------------------------------------------- | ----------------------------------------------------------------------- | ----------------------------------------------------------------------- | ----------------------------------------------------------------------- |
| 26-3-2018                                                               | Elbasan                                                                 | Albania                                                                 | 0 – 1                                                                   | Norvegia                                                                | Amichevole                                                              | 1                                                                       | 63’                                                                     |
| 13-10-2018                                                              | Oslo                                                                    | Norvegia                                                                | 1 – 0                                                                   | Slovenia                                                                | UEFA Nations League 2018-2019 - 1º turno                                | -                                                                       |                                                                         |
| 16-10-2018                                                              | Oslo                                                                    | Norvegia                                                                | 1 – 0                                                                   | Bulgaria                                                                | UEFA Nations League 2018-2019 - 1º turno                                | -                                                                       |                                                                         |
| 16-11-2018                                                              | Lubiana                                                                 | Slovenia                                                                | 1 – 1                                                                   | Norvegia                                                                | UEFA Nations League 2018-2019 - 1º turno                                | -                                                                       | 56’                                                                     |
| 19-11-2018                                                              | Nicosia                                                                 | Cipro                                                                   | 0 – 2                                                                   | Norvegia                                                                | UEFA Nations League 2018-2019 - 1º turno                                | -                                                                       |                                                                         |
| Totale                                                                  |                                                                         | Presenze                                                                | 5                                                                       |                                                                         | Reti                                                                    | 1                                                                       |                                                                         |

## Palmarès

### Club

#### Competizioni nazionali
- Campionato danese: 1

Brøndby: 2020-2021